# شذوذ قحفي وجهي
شذوذ قحفي وجهي أو تشوه قحفي وجهي (بالإنجليزية: Craniofacial abnormality)‏ هي الاضطرابات العضلية الهيكلية الخلقية التي تؤثر في المقام الأول على الجمجمة وعظام الوجه.
ويرتبط مع تطور أقواس البلعوم. ما يقرب من 5٪ من سكان المملكة المتحدة أو الولايات المتحدة الأمريكية يعانون من تشوهات في الوجه تتطلب جراحة تقويم العظام، وجراحة الفك، وتقويم الأسنان، والعلاج بالمسمار كجزء من علاجهم النهائي.

## أمثلة
- تفلطح القاعدة
- انعدام الأنف (Arrhinia)

## وصلات خارجية
- http://www.hopkinsmedicine.org/craniofacial/LynmProject/BSC/BSC3.HTM